# Váhovce
Váhovce (bis 1927 slowakisch „Vágovce“; ungarisch Vága) ist ein Ort und eine Gemeinde im Westen der Slowakei, mit 2008 Einwohnern (Stand 31. Dezember 2024) und liegt im Okres Galanta, einem Kreis des Trnavský kraj.

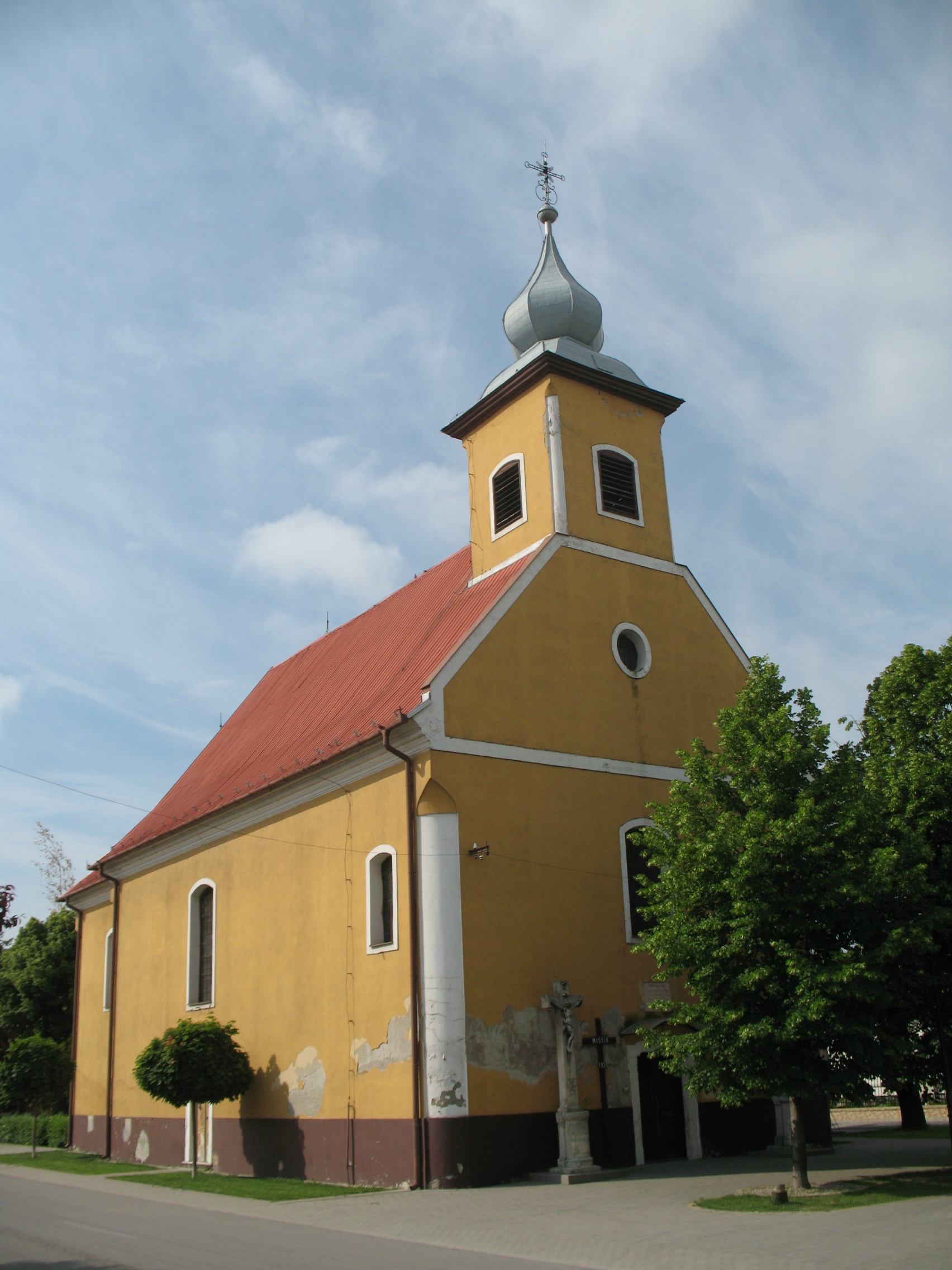
Kirche

Die Mehrheit der örtlichen Bevölkerung sind Ungarn, gefolgt von einer slowakischen Minderheit.

## Geographie
Váhovce liegt im slowakischen Donautiefland, genauer im Donauhügelland am rechten Ufer der Waag, hier verstaut im Stausee Kráľová. Das Ortszentrum ist fünf Kilometer von Sereď, neun Kilometer von Galanta sowie 22 Kilometer von Trnava entfernt.

## Geschichte
Der Ort wurde zum ersten Mal 1259 als Vaga schriftlich erwähnt. Sie gehörte seit dem frühen 14. Jahrhundert zum Gut des Erzbistums Gran (Esztergom) und blieb so bis zur Abschaffung der Leibeigenschaft im Königreich Ungarn. Zu gleicher Zeit werden auch erste Mühlen erwähnt. Während der Türkenkriege wurde der Ort fast vollständig vernichtet. Im Jahre 1869 hatte er 1.644 Einwohner.
Nach 1918 kam der im Komitat Pressburg liegende Ort zur Tschechoslowakei. Auf Grund des Ersten Wiener Schiedsspruchs war er 1938–45 noch einmal Teil von Ungarn.

## Bevölkerung
| Jahr                | 1994 | 2004    | 2014    | 2024    |
| ------------------- | ---- | ------- | ------- | ------- |
| Anzahl der Personen | 1949 | 2070    | 2136    | 2008    |
| Unterschied         |      | +6,20 % | +3,18 % | −5,99 % |

| Jahr                | 2023 | 2024    |
| ------------------- | ---- | ------- |
| Anzahl der Personen | 2024 | 2008    |
| Unterschied         |      | −0,79 % |

## Sehenswürdigkeiten
- römisch-katholische Michaelskirche aus dem 15. Jahrhundert, im 18. Jahrhundert umgebaut